# Bachórzec
Bachórzec (früher auch Bachorzec) ist eine Ortschaft mit einem Schulzenamt der Gemeinde Dubiecko im Powiat Przemyski der Woiwodschaft Karpatenvorland in Polen, nördlich des Flusses San.

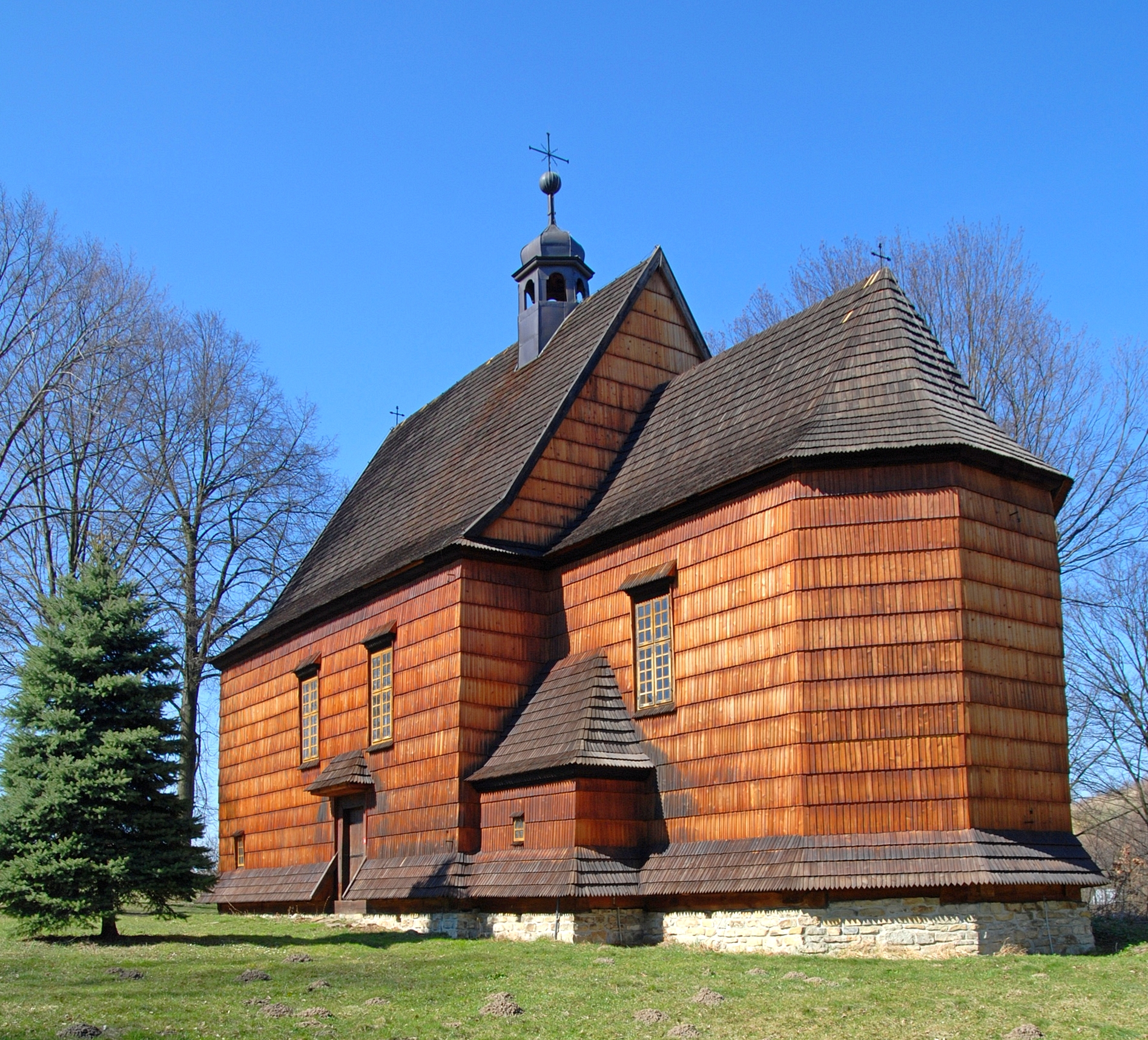
Alte Holzkirche

## Geschichte
Der Ort wurde wahrscheinlich gleichzeitig mit Bachórz vor 1377 gegründet, aber wurde erst im Jahr 1407 im Besitz der Familie Kmita als Bochurzecz erstmals urkundlich erwähnt. Der Ortsname ist vom Namen des benachbarten Orts Bachórz mit dem Suffix -ec abgeleitet.
Das Dorf gehörte zum Sanoker Land der Woiwodschaft Ruthenien. 1508 wurde eine römisch-katholische Kirche neben orthodoxer Kirche gestiftet. Unter Stanisław Mateusz Stadnicki wurde die 1554 lutherisch, ab 1558 kalvinistisch. 1570 wurde die protestantische Gemeinde zum letzten Mal erwähnt.
Bei der Ersten Teilung Polens kam Bachórzec 1772 zum neuen Königreich Galizien und Lodomerien des habsburgischen Kaiserreichs (ab 1804). Nach der Aufhebung der Patrimonialherrschaften bildete es eine Gemeinde im Bezirk Przemyśl. Im Jahr 1900 hatte die Gemeinde Bachórzec 546 Hektar Fläche, 199 Häuser mit 1169 Einwohnern, davon alle waren polnischsprachig, außer 908 Römisch-Katholiken gab es 261 Griechisch-Katholiken.
1918, nach dem Ende des Ersten Weltkriegs, dem Zusammenbruch der k.u.k. Monarchie und dem Ende des Polnisch-Ukrainischen Kriegs, kam der Ort zu Polen.
Im Jahre 1921 hatte die Gemeinde 207 Häuser mit 1098 Einwohnern, davon waren 961 Römisch-Katholiken und 137 Griechisch-Katholiken. In den Jahren 1945 bis 1947 wurden die Ukrainer deportiert.
Von 1975 bis 1998 gehörte Bachórzec zur Woiwodschaft Przemyśl.